# Parafină
Parafina este o substanță solidă, albă, formată dintr-un amestec de hidrocarburi saturate obținute la distilarea țițeiului și întrebuințată la fabricarea lumânărilor, la impregnarea hârtiei și a țesăturilor, ca materie primă în industria chimică. Cel mai răspândit alcan care intră în componența parafinei este C31H64, iar cel mai simplu compus este eicosanul (C20H42).